# Fed Cup 1997
Navigation
Édition précédente Édition suivante
La Fed Cup 1997 est la 35e édition du plus important tournoi de tennis opposant des équipes nationales féminines.
La finale, qui s'est tenue à Bois-le-Duc les 4 et 5 octobre, voit la France s'imposer face aux Pays-Bas (quatre points à un).

## Organisation
La 35e édition de la Fed Cup se déroule selon l'organisation inaugurée en 1995.
Le groupe mondial I compte huit équipes qui s'affrontent par élimination directe en trois tours (mars, juillet et octobre).
Le groupe mondial II compte également huit équipes et le système de play-offs organise les promotions et relégations entre les groupes mondiaux et les groupes par zones géographiques. 
Chaque rencontre se joue au meilleur des cinq matchs, quatre simples et un double, organisés au domicile de l'une ou l'autre des équipes qui, sur un week-end, se rencontrent en face-à-face.

## Résultats

### Groupe mondial I
Le groupe mondial I compte huit équipes, les quatre demi-finalistes de l'édition précédente (têtes de série) et les quatre issues des play-offs I de l'année précédente.
Les équipes vaincues au premier tour disputent les play-offs I 1997.

#### Tableau
|  | 1/4 de finale 01 - 02 mars | 1/4 de finale 01 - 02 mars |                    |          | 1/2 finale 12 - 13 juillet | 1/2 finale 12 - 13 juillet |          |   | Finale 04 - 05 octobre | Finale 04 - 05 octobre |
|  |                            |                            |                    |          |                            |                            |          |   |                        |                        |
|  | Pays-Bas                   | 3                          |                    |          |                            |                            |          |   |                        |                        |
|  | États-Unis                 | 2                          |                    |          |                            |                            |          |   |                        |                        |
|  | États-Unis                 | 2                          |                    | Pays-Bas | 3                          |                            |          |   |                        |                        |
|  |                            |                            |                    | Pays-Bas | 3                          |                            |          |   |                        |                        |
|  |                            |                            | République tchèque | 2        |                            |                            |          |   |                        |                        |
|  | Allemagne                  | 2                          | République tchèque | 2        |                            |                            |          |   |                        |                        |
|  | Allemagne                  | 2                          |                    |          |                            |                            |          |   |                        |                        |
|  | République tchèque         | 3                          |                    |          |                            |                            |          |   |                        |                        |
|  | République tchèque         | 3                          |                    |          |                            |                            | Pays-Bas | 1 |                        |                        |
|  |                            |                            |                    |          |                            |                            | Pays-Bas | 1 |                        |                        |
|  |                            | France                     | 4                  |          |                            |                            |          |   |                        |                        |
|  | Japon                      | France                     | 4                  | 1        |                            |                            |          |   |                        |                        |
|  | Japon                      |                            |                    | 1        |                            |                            |          |   |                        |                        |
|  | France                     | 4                          |                    |          |                            |                            |          |   |                        |                        |
|  | France                     | 4                          |                    | France   | 3                          |                            |          |   |                        |                        |
|  |                            |                            |                    | France   | 3                          |                            |          |   |                        |                        |
|  |                            |                            | Belgique           | 2        |                            |                            |          |   |                        |                        |
|  | Belgique                   | 5                          | Belgique           | 2        |                            |                            |          |   |                        |                        |
|  | Belgique                   | 5                          |                    |          |                            |                            |          |   |                        |                        |
|  | Espagne                    | 0                          |                    |          |                            |                            |          |   |                        |                        |

#### Quarts de finale
| Pays-Bas - États-Unis - 3 : 2 Sports Centre, Haarlem, Pays-Bas 01 - 02 mars, Moquette (int.) |                                 |                            |               |
| 1                                                                                            | Miriam Oremans                  | Mary Joe Fernández         | 6-1, 6-4      |
| 1                                                                                            | Brenda Schultz                  | Chanda Rubin               | 6-4, 4-6, 3-6 |
| 1                                                                                            | Brenda Schultz                  | Mary Joe Fernández         | 1-6, 6-4, 9-7 |
| 1                                                                                            | Miriam Oremans                  | Chanda Rubin               | 6-3, 6-0      |
| 1                                                                                            | Manon Bollegraf Kristie Boogert | Gigi Fernández Kimberly Po | 3-6, 2-6      |

| Allemagne - République tchèque - 2 : 3 May Market Hall, Mannheim, Allemagne 01 - 02 mars, Dur (int.) |                              |                                   |               |
| 2 | Marlene Weingärtner          | Ludmila Richterová                | 3-6, 7-5, 6-3 |
| 2 | Barbara Rittner              | Adriana Gerši                     | 4-6, 2-6      |
| 2 | Barbara Rittner              | Ludmila Richterová                | 1-6, 4-6      |
| 2 | Marlene Weingärtner          | Adriana Gerši                     | 2-6, 2-6      |
| 2 | Barbara Rittner Elena Wagner | Eva Martincová Ludmila Richterová | 7-63, 6-2     |

| Japon - France - 1 : 4 Ariake Forest Tennis Park, Tokyo, Japon 01 - 02 mars, Dur (int.) |                                |                                   |                 |
| 3                                                                                       | Naoko Sawamatsu                | Mary Pierce                       | 0-6, 6-74       |
| 3                                                                                       | Ai Sugiyama                    | Nathalie Tauziat                  | 6-4, 5-7, 4-6   |
| 3                                                                                       | Ai Sugiyama                    | Mary Pierce                       | 7-5, 6-77, 6-4  |
| 3                                                                                       | Naoko Sawamatsu                | Nathalie Tauziat                  | 5-7, 6-4, 15-17 |
| 3                                                                                       | Naoko Kijimuta Kyoko Nagatsuka | Alexandra Fusai Anne-Gaëlle Sidot | 5-7, 4-6        |

| Belgique - Espagne - 5 : 0 Tennissimo, Sprimont, Belgique 01 - 02 mars, Dur (int.) |                         |                                 |               |
| 4                                                                                  | Els Callens             | Arantxa Sánchez                 | 6-3, 7-64     |
| 4                                                                                  | Sabine Appelmans        | Magüi Serna                     | 6-1, 4-6, 6-3 |
| 4                                                                                  | Sabine Appelmans        | Arantxa Sánchez                 | 6-3, 2-6, 8-6 |
| 4                                                                                  | Els Callens             | Magüi Serna                     | 6-1, 6-3      |
| 4                                                                                  | Els Callens Nancy Feber | Gala León García Virginia Ruano | 5-7, 6-2, 6-2 |

#### Demi-finales
| République tchèque - Pays-Bas - 2 : 3 National Tennis Centre, Prague, République tchèque 12 - 13 juillet, Terre (ext.) |                             |                                |               |
| 5 | Sandra Kleinová             | Brenda Schultz                 | 1-6, 6-75     |
| 5 | Jana Novotná                | Miriam Oremans                 | 6-3, 6-0      |
| 5 | Jana Novotná                | Brenda Schultz                 | 7-63, 6-3     |
| 5 | Adriana Gerši               | Miriam Oremans                 | 6-1, 2-6, 7-9 |
| 5 | Eva Martincová Jana Novotná | Manon Bollegraf Miriam Oremans | 4-6, 6-75     |

| France - Belgique - 3 : 2 Nice L.T.C., Nice, France 12 - 13 juillet, Terre (ext.) |                                  |                              |                |
| 6                                                                                 | Alexandra Fusai                  | Sabine Appelmans             | 6-71, 6-3, 6-1 |
| 6                                                                                 | Sandrine Testud                  | Dominique Monami             | 6-4, 5-7, 4-6  |
| 6                                                                                 | Sandrine Testud                  | Sabine Appelmans             | 6-2, 6-4       |
| 6                                                                                 | Alexandra Fusai                  | Dominique Monami             | 3-6, 3-6       |
| 6                                                                                 | Alexandra Fusai Nathalie Tauziat | Els Callens Dominique Monami | 3-6, 6-2, 7-5  |

#### Finale
| Pays-Bas - France - 1 : 4 Brabant Hall, Bois-le-Duc, Pays-Bas 04 - 05 octobre, Moquette (int.) |                              |                                  |               |
| 7                                                                                              | Brenda Schultz               | Sandrine Testud                  | 4-6, 6-4, 3-6 |
| 7                                                                                              | Miriam Oremans               | Mary Pierce                      | 4-6, 1-6      |
| 7                                                                                              | Brenda Schultz               | Mary Pierce                      | 4-6, 6-3, 6-4 |
| 7                                                                                              | Miriam Oremans               | Sandrine Testud                  | 6-0, 3-6, 3-6 |
| 7                                                                                              | Manon Bollegraf Caroline Vis | Alexandra Fusai Nathalie Tauziat | 3-6, 4-6      |

### Groupe mondial II
Le groupe mondial II compte huit équipes, les quatre vaincues en play-offs I l'année précédente et les quatre victorieuses en play-offs II l'année précédente.
Opposées une à une, les équipes victorieuses disputent les play-offs I et les équipes vaincues disputent les plays-offs II.
| Croatie - Autriche - 4 : 1 Hall of Sports, Zagreb, Croatie 01 - 02 mars, Dur (int.) |                          |                                |               |
| 1                                                                                   | Iva Majoli               | Barbara Schett                 | 7-5, 4-6, 6-2 |
| 1                                                                                   | Mirjana Lučić            | Judith Wiesner                 | 7-5, 6-1      |
| 1                                                                                   | Iva Majoli               | Judith Wiesner                 | 4-6, 4-6      |
| 1                                                                                   | Mirjana Lučić            | Barbara Schett                 | 6-2, 5-7, 7-5 |
| 1                                                                                   | Mirjana Lučić Maja Murić | Karin Kschwendt Marion Maruska | 6-4, 6-3      |

| Slovaquie - Suisse - 2 : 3 Mestska Hall, Košice, Slovaquie 01 - 02 mars, Moquette (int.) |                                  |                               |          |
| 2                                                                                        | Katarína Studeníková             | Martina Hingis                | 1-6, 3-6 |
| 2                                                                                        | Karina Habšudová                 | Patty Schnyder                | 7-5, 6-1 |
| 2                                                                                        | Karina Habšudová                 | Martina Hingis                | 2-6, 0-6 |
| 2                                                                                        | Henrieta Nagyová                 | Patty Schnyder                | 6-3, 6-1 |
| 2                                                                                        | Karina Habšudová Radka Zrubáková | Martina Hingis Patty Schnyder | 0-6, 1-6 |

| Corée du Sud - Argentine - 1 : 4 Olympic Courts, Séoul, Corée du Sud 01 - 02 mars, Dur (ext.) |                          |                             |                 |
| 3                                                                                             | Park Sung-hee            | Mariana Díaz-Oliva          | 6-3, 6-1        |
| 3                                                                                             | Choi Young-ja            | Florencia Labat             | 1-6, 2-6        |
| 3                                                                                             | Park Sung-hee            | Florencia Labat             | 4-6, 1-6        |
| 3                                                                                             | Kim Eun-ha               | Mariana Díaz-Oliva          | 6-4, 3-6, 1-6   |
| 3                                                                                             | Kim Eun-ha Park Sung-hee | Laura Montalvo Mercedes Paz | 7-63, 4-6, 6-72 |

| Afrique du Sud - Australie - 2 : 3 Westbridge Park Stadium, Durban, Afrique du Sud 01 - 02 mars, Dur (ext.) |                                    |                                  |               |
| 4 | Joannette Kruger                   | Annabel Ellwood                  | 4-6, 3-6      |
| 4 | Amanda Coetzer                     | Rachel McQuillan                 | 3-6, 6-710    |
| 4 | Amanda Coetzer                     | Annabel Ellwood                  | 1-6, 6-1, 6-0 |
| 4 | Joannette Kruger                   | Rachel McQuillan                 | 5-7, 4-6      |
| 4 | Mariaan de Swardt Rosalyn Fairbank | Kerry-Anne Guse Kristine Radford | 6-3, 7-5      |

### Play-offs I
Les play-offs I comptent huit équipes, les quatre vaincues au premier tour du groupe mondial et les quatre victorieuses du groupe mondial II.
Les équipes victorieuses sont promues dans le groupe mondial I de l'édition suivante. Les équipes vaincues sont reléguées dans le groupe mondial II de l'édition suivante.
| Australie - Espagne - 2 : 3 Hope Island T.C., Hope Island, Australie 12 - 13 juillet, Dur (ext.) |                                  |                                |          |
| 1                                                                                                | Rachel McQuillan                 | Arantxa Sánchez                | 2-6, 1-6 |
| 1                                                                                                | Annabel Ellwood                  | Magüi Serna                    | 6-4, 6-2 |
| 1                                                                                                | Annabel Ellwood                  | Arantxa Sánchez                | 2-6, 0-6 |
| 1                                                                                                | Rachel McQuillan                 | Magüi Serna                    | 1-6, 3-6 |
| 1                                                                                                | Kerry-Anne Guse Kristine Radford | M. A. Sánchez Cristina Torrens | 6-2, 6-4 |

| Suisse - Argentine - 5 : 0 Saal Sports Hall, Zurich, Suisse 12 - 13 juillet, Moquette (int.) |                                     |                             |                |
| 2                                                                                            | Martina Hingis                      | Maria Jose Gaidano          | 6-1, 6-2       |
| 2                                                                                            | Patty Schnyder                      | Florencia Labat             | 3-6, 7-5, 10-8 |
| 2                                                                                            | Martina Hingis                      | Florencia Labat             | 6-2, 6-1       |
| 2                                                                                            | Patty Schnyder                      | Maria Jose Gaidano          | 6-1, 6-0       |
| 2                                                                                            | Emmanuelle Gagliardi Martina Hingis | Laura Montalvo Mercedes Paz | 6-3, 6-4       |

| Allemagne - Croatie - 3 : 2 Wood Stadium, Francfort, Allemagne 12 - 13 juillet, Moquette (ext.) |                        |                          |                 |
| 3                                                                                               | Meike Babel            | Iva Majoli               | 2-6, 3-6        |
| 3                                                                                               | Anke Huber             | Mirjana Lučić            | 6-2, 6-2        |
| 3                                                                                               | Anke Huber             | Iva Majoli               | 6-74, 6-2, 6-0  |
| 3                                                                                               | Meike Babel            | Mirjana Lučić            | 4-6, 1-6        |
| 3                                                                                               | Meike Babel Anke Huber | Mirjana Lučić Iva Majoli | 7-64, 6-74, 6-1 |

| États-Unis - Japon - 5 : 0 Longwood T.C., Chestnut Hill, États-Unis 12 - 13 juillet, Dur (ext.) |                                |                            |               |
| 4                                                                                               | Mary Joe Fernández             | Ai Sugiyama                | 4-6, 6-2, 6-2 |
| 4                                                                                               | Lindsay Davenport              | Naoko Sawamatsu            | 6-1, 6-3      |
| 4                                                                                               | Lindsay Davenport              | Ai Sugiyama                | 6-4, 7-61     |
| 4                                                                                               | Kimberly Po                    | Naoko Sawamatsu            | 6-2, 6-4      |
| 4                                                                                               | Lindsay Davenport Lisa Raymond | Naoko Kijimuta Nana Miyagi | 6-4, 6-4      |

### Play-offs II
Les play-offs II comptent huit équipes, quatre issues des groupes par zones géographiques et les quatre vaincues dans les play-offs I.
Les équipes victorieuses sont promues dans le groupe mondial II de l'édition suivante. Les équipes vaincues sont reléguées dans les groupes par zones géographiques de l'édition suivante.
| Autriche - Afrique du Sud - 3 : 2 Werzer Stadium, Pörtschach, Autriche 12 - 13 juillet, Terre (ext.) |                               |                              |               |
| 1 | Barbara Paulus                | Joannette Kruger             | 6-4, 6-4      |
| 1 | Barbara Schett                | Amanda Coetzer               | 1-6, 6-75     |
| 1 | Barbara Paulus                | Amanda Coetzer               | 2-6, 0-6      |
| 1 | Barbara Schett                | Joannette Kruger             | 4-6, 6-4, 6-2 |
| 1 | Barbara Schett Judith Wiesner | Amanda Coetzer Jessica Steck | 6-1, 6-4      |

| Corée du Sud - Russie - 1 : 4 Jang Choong T.C., Séoul, Corée du Sud 12 - 13 juillet, Terre (ext.) |                              |                                        |               |
| 2                                                                                                 | Park Sung-hee                | Elena Makarova                         | 4-6, 6-4, 1-6 |
| 2                                                                                                 | Kim Eun-ha                   | Tatiana Panova                         | 3-6, 4-6      |
| 2                                                                                                 | Park Sung-hee                | Tatiana Panova                         | 6-4, 1-6, 1-6 |
| 2                                                                                                 | Kim Eun-ha                   | Elena Makarova                         | 6-77, 3-6     |
| 2                                                                                                 | Cho Yoon-jeong Choi Young-ja | Evgenia Kulikovskaya Ekaterina Sysoeva | 6-1, 6-3      |

| Indonésie - Italie - 0 : 5 Gelora Senayan Stadium, Jakarta, Indonésie 12 - 13 juillet, Terre (ext.) |                                 |                                     |                |
| 3                                                                                                   | Wukirasih Sawondari             | Silvia Farina                       | 2-6, 4-6       |
| 3                                                                                                   | Wynne Prakusya                  | Flora Perfetti                      | 3-6, 7-66, 1-6 |
| 3                                                                                                   | Wynne Prakusya                  | Silvia Farina                       | 1-6, 4-6       |
| 3                                                                                                   | Wukirasih Sawondari             | Flora Perfetti                      | 4-6, 1-6       |
| 3                                                                                                   | Liza Andriyani Eny Sulistyowati | Francesca Lubiani Gloria Pizzichini | 1-6, 2-6       |

| Slovaquie - Canada - 5 : 0 Slovan Kerametal T.C., Bratislava, Slovaquie 12 - 13 juillet, Terre (ext.) |                                       |                               |               |
| 4 | Karina Habšudová                      | Rene Simpson                  | 6-3, 6-4      |
| 4 | Henrieta Nagyová                      | Patricia Hy                   | 6-4, 6-3      |
| 4 | Karina Habšudová                      | Patricia Hy                   | 6-2, 7-66     |
| 4 | Henrieta Nagyová                      | Rene Simpson                  | 6-0, 7-66     |
| 4 | Karina Habšudová Katarína Studeníková | Sonya Jeyaseelan Rene Simpson | 4-6, 2-0, ab. |